# André Labarrère
André Labarrère (Pau, 12 gennaio 1928 – Pau, 16 maggio 2006) è stato un politico e storico francese, il primo ministro del Paese a dichiarare la propria omosessualità agli inizi degli anni 90.

## Biografia
Insegnò presso l'Università Laval del Québec tra il 1959 e il 1966, prima di essere eletto deputato per i Pirenei Atlantici, carica che ricoprirà tra il 1967 e il 1981 e poi ancora tra il 1986 e il 2001, anno in cui divenne senatore per lo stesso dipartimento.